# چیلمنتس
چیلمنتس (به لهستانی:  Cielemęc) یک روستا در لهستان است که در گمینا زبوچن واقع شده‌است. چیلمنتس ۲۰۰ نفر جمعیت دارد.